# Пик Есенина
Пик Есенина (Безымянная 4310) (груз. ესენინის პიკი) — одна из вершин Безенгийской стены главного Кавказского хребта. Названа именем поэта в 1995 году, в честь столетия со дня рождения Есенина.
В описаниях маршрутов часто упоминается как Безымянная 4310.
Через пик проходят классические маршруты на Гестолу и траверсы Безенгийской стены.
Из-за опасных, нависающих над северным склоном карнизов вершину часто обходят с юга траверсом снежного склона (лавиноопасно).